# Баевци (област Габрово)
 Тази статия е за селото в Габровско.  За другото българско село вижте Баевци (Област Велико Търново).  
Бàевци е село в Северна България, община Габрово, област Габрово.

## География
Село Баевци се намира на около 8 km юг-югозападно от центъра на областния град Габрово и около 1,5 km на изток-югоизток от стената на язовир Христо Смирненски, изграден на река Паничарка – ляв приток на река Янтра. Селото е разположено в северните подножия на Шипченската планина, по долинните склонове на течащ на североизток малък местен приток на Козята река, която се влива в река Паничарка. Средната му надморска височина е около 690 m.
Общински път свързва Баевци през село Малуша със село Стоманеците и третокласния републикански път III-5006 (Габрово – курортен комплекс Узана).
Село Баевци наброява 171 души към 1934 г., а след постепенно намаляваща численост на населението, остава към 2011 г. без постоянни жители. Данните по текущата демографска статистика за населението сочат към 2019 г. население 7 души.

## Културни и природни забележителности
В селото има 3 големи чушми (чешми). Днес и от трите тече редовно вода.

## Други
От времето на турското владичество е запазена песен за Кольо и Деля,
които били лични (красиви):
```
Какво се`й хоро люлнало
на Баевци на могилата.
Кольо си Деля отвлече
и я в одая заключи.

И си на Деля думаше:
Защо ма Дельо не рачиш
[
4
]
,
дали съм грозен омразен
или не мога хортува.

Деля на Кольо думаше:
Ази теб Кольо та рача,
рача та Кольо и плача,
ама ма мама не дава.
```